# Бициклисти (филм)
Бициклисти је југословенски филм из 1970. године. Режирао га је Младомир Пуриша Ђорђевић који је уједно и писао сценарио.

## Радња
Филм говори о граду у којем је рат и о младој кројачици, студенту, једном издајнику, двоје чешких уметника у вештини ходања бициклом по жици, и њиховом прикључењу партизанима, и оснивању партизанске јединице на бициклима. Рат је и сви гину, девојка остаје сама и тражи звонце за бицикл које не може да пронађе.

## Улоге
| Глумац                 | Улога          |
| ---------------------- | -------------- |
| Милена Дравић          | Сара           |
| Мија Алексић           | Проповедник    |
| Миодраг Петровић Чкаља | Јири           |
| Љубиша Самарџић        | Витомир        |
| Божидар Стошић         | Златко         |
| Јелисавета Саблић      | Голубица       |
| Раде Марковић          | Гроф           |
| Драго Чумић            | немачки војник |
| Душан Јанићијевић      | Официр         |
| Мирко Даутовић         |                |
| Милан Јелић            | Оскар          |
| Предраг Милинковић     | Келнер         |
| Ирена Просен           |                |
| Еуген Вербер           | Градоначелник  |
| Мирчета Вујичић        |                |
| Бата Камени            |                |